# سرخس ثلاثي الشقوق
سرخس ثلاثي الشقوق (الاسم العلمي: Polypodium trifidum) هو نوع نباتي يتبع جنس السرخس من فصيلة السرخسية.